# Pennsylvania Army National Guard
La Pennsylvania Army National Guard è una componente della Riserva militare della Pennsylvania National Guard, inquadrata sotto la U.S. National Guard. Il suo quartier generale è situato a Fort Indiantown Gap, presso Annville.

## Organizzazione
Attualmente, al 2024, sono attivi i seguenti reparti :

### Joint Forces Headquarters
- JFHQ, Army Element
- Recruiting and Retention Battalion
- Medical Detachment
- 3rd Civil Support Team WMD
- 109th Mobile Public Affairs Detachment - Fort Indiantown Gap

### 28th Infantry Division
- Division Headquarters & Headquarters Battalion
  -  Headquarters & Support Company (-) - Harrisburg
    - Detachment 1

  -  Company A (Operations) - Harrisburg
  -  Company B (Intelligence & Sustainment) - Harrisburg
  -  Company C (Signal) - Harrisburg
  - 28th Infantry Division Army Band - Hollydaysburg

#### 28th Infantry Division DIVARTY
- Headquarters & Headquarters Battery - Fort Indiantown Gap

#### 2nd Brigade, 28th Infantry Division
- Headquarters & Headquarters Company - Washington
- 1st Battalion, 109th Infantry Regiment
  -  Headquarters & Headquarters Company - Scranton
  -  Company A - Honesdale
  -  Company B - New Milford
  -  Company C (-) - Easton
    - Detachment 1 - Tamaqua

  -  Company D (Weapons) - New Milford
- 1st Battalion, 110th Infantry Regiment
  -  Headquarters & Headquarters Company - Mount Pleasant
  -  Company A - Indiana
  -  Company B - Waynesburg
  -  Company C - Connellsville
  -  Company D (Weapons) - Greensburg
- 1st Battalion, 175th Infantry Regiment - Maryland Army National Guard
- 1st Battalion, 104th Cavalry Regiment - Philadelphia
  -  Headquarters & Headquarters Troop
  -  Troop A - Philadelphia
  -  Troop B - Philadelphia
  -  Troop C - Fort Indiantown Gap
- 1st Battalion, 107th Field Artillery Regiment
  -  Headquarters & Headquarters Battery - New Castle
  -  Battery A - Hermitage
  -  Battery B - Beaver Falls
  -  Battery C - Grove City
- 876th Brigade Engineer Battalion
  -  Headquarters & Headquarters Company - Johnstown
  -  Company A - Johnstown
  -  Company B - Washington
  -  Company C (Signal) - Johnstown
  -  Company D (Military Intelligence) - Washington
- 128th Brigade Support Battalion
  -  Headquarters & Headquarters Company - Pittsburgh
  -  Company A (DISTRO) - Clearfield
  -  Company B (Maint) - Pittsburgh
  -  Company C (MED) - Pittsburgh
  -  Company D (Forward Support) - Hershey
  -  Company E (Forward Support) - Johnstown
  -  Company F (Forward Support) -Ford City
  -  Company G (Forward Support) - Beaver Falls
  - Company H (Forward Support)- Maryland Army National Guard
  -  Company I (Forward Support) - Carbondale

#### 56th Stryker Brigade Combat Team
- Headquarters & Headquarters Company - Horsham
- 1st Battalion, 111th Infantry Regiment
  -  Headquarters & Headquarters Company - Plymouth Meeting
  -  Company A - Philadelphia
  -  Company B - West Chester
  -  Company C - Kutztown
- 1st Battalion, 112th Infantry Regiment
  -  Headquarters & Headquarters Company - Cambridge Springs
  -  Company A - Butler
  -  Company B - Cambridge Springs
  -  Company C - Lewis Run
- 2nd Battalion, 112th Infantry Regiment
  -  Headquarters & Headquarters Company - Lewistown
  -  Company A - Huntingdon
  -  Company B - Duncansville
  -  Company C - State College
- 2nd Squadron, 104th Cavalry Regiment
  -  Headquarters & Headquarters Troop - Reading
  -  Troop A - Hazletown
  -  Troop B - Easton
  -  Troop C - Chambersburg
  -  Troop D (Anti-Tank) - Hamburg
- 1st Battalion, 108th Field Artillery Regiment
  -  Headquarters & Headquarters Battery - Carlisle
  -  Battery A - Hanover
  -  Battery B - South Mountain
  -  Battery C - Philadelphia
- 103rd Brigade Engineer Battalion
  -  Headquarters & Headquarters Company - Philadelphia
  -  Company A - Punxsutawney
  -  Company B - Philadelphia
  -  Company C (Signal) - Torrance
  -  Company D (Military Intelligence) - Horsham
- 328th Brigade Support Battalion
  -  Headquarters & Headquarters Company - Elizabethtown
  -  Company A (DISTRO) - Lebanon
  -  Company B (MAINT) - Philadelphia
  -  Company C (MED) - Elizabethtown
  -  Company D (Forward Support) (Aggregata al 2nd Squadron, 104th Cavalry Regiment) - Reading
  -  Company E (Forward Support) (Aggregata al 103rd Brigade Engineer Battalion) - Philadelphia
  -  Company F (Forward Support) (Aggregata al 1st Battalion, 108th Field Artillery Regiment) - Gettysburg
  -  Company G (Forward Support) (Aggregata al 1st Battalion, 111th Infantry Regiment) - Plymouth Meeting
  -  Company H (Forward Support) (Aggregata al 1st Battalion, 112th Infantry Regiment) - Cambridge Springs
  -  Company I (Forward Support) (Aggregata al 2nd Battalion, 112th Infantry Regiment) - State College

#### Expeditionary Combat Aviation Brigade, 28th Infantry Division
- Headquarters & Headquarters Company - Fort Indiantown Gap
- Army Aviation Support Facility #1 - Muir Army Airfield – Fort Indiantown Gap
- Army Aviation Support Facility #2 - John Murtha Johnstown - Cambria County Airport
- 1st Battalion, 224th Aviation Regiment (Security & Support) - Maryland Army National Guard - Sotto il controllo operativo della Expeditionary Combat Aviation Brigade, 42nd Infantry Division, New York Army National Guard
  - Detachment 1, Company B  - Muir AAF - Equipaggiato con 3 UH-72A
- 1st Battalion, 230th Aviation Regiment (Assault Helicopter) - Tennessee Army National Guard
  -  Company C - Johnstown - Equipaggiata con 10 UH-60M
- 1st Battalion, 135th Aviation Regiment (Assault Helicopter) - Missouri Army National Guard
  -  Company C - Johnstown - Equipaggiata con 10 UH-60M 
    - Detachment 1, HHC, 1st Battalion, 135th Aviation Regiment
    - Detachment 1, Company D (AVUM), 1st Battalion, 135th Aviation Regiment
    - Detachment 1, Company E (Forward Support), 1st Battalion, 135th Aviation Regiment
- 2st Battalion, 104th Aviation Regiment (General Support)
  -  Headquarters & Headquarters Company - Muir AAF
  -  Company A (CAC) - Muir AAF - Equipaggiata con 8 UH-60L 
  -  Company B (Heavy Lift) (-) - Muir AAF - Equipaggiata con 6 CH-47F 
  - Company C (-) (MEDEVAC) - West Virginia Army National Guard
    - Detachment 1 - Johnstown - Equipaggiata con 3 UH-60L 
    - Detachment 2 - Muir AAF - Equipaggiata con 3 UH-60L 

  -  Company D (-) (AVUM) - Muir AAF
    - Detachment 1 - Johnstown

  -  Company E (-) (Forward Support) - Muir AAF
    - Detachment 1 - Johnstown

  -  Company F (ATS) - Muir AAF
  - Company G (MEDEVAC) (-) - Nebraska Army National Guard
- 628th Aviation Support Battalion
  -  Headquarters & Support Company - Muir AAF
  -  Company A (DISTRO) - Muir AAF
  -  Company B (AVIM) (-) - Muir AAF
    - Detachment 1 - New Jersey Army National Guard
    - Detachment 2
    - Detachment 3 - Tennessee Army National Guard

  -  Company C (Signal) - Muir AAF
- Detachment 1, Company B, 2nd Battalion, 641st Aviation Regiment (Theater) - Muir AAF - Equipaggiato con 1 C-12U
- Detachment 22, Operational Support Airlift Command

### 55th Maneuver Enhancement Brigade
- Headquarters & Headquarters Company - Scranton
- 213th Signal Network Company
- 165th Military Police Battalion
  - Headquarters & Headquarters Detachment - Annville
  -  28th Military Police Company (-) - Johnstown
    - Detachment 1 - Greensburg

  -  1069th Military Police Company - Horsham

### 213th Regional Support Group
- Headquarters & Headquarters Company - Allentown
- 108th Area Support Medical Company - Allentown
- 228th Transportation Battalion
  -  Headquarters & Headquarters Company - Fort Indiantown Gap
  -  121st Transportation Company (-) (Medium Truck, Cargo) - Johnstown
    - Detachment 1, Fort Indiantown Gap

  -  131st Transportation Company (-) (Medium Truck, Cargo) - Williamstown - Equipaggiata con 60 M-915 e 120 semirimorchi M-872 
    - Detachment 1 - Lehighton
- 728th Division Sustainment Support Battalion
  -  Headquarters & Headquarters Company - Lock Haven
  -  Company A (252nd Composite Supply Company) - Southampton
  -  Company B (3622nd Support Maintenance Company) - Fort Indiantown Gap
  -  Company C (1067th Transportation Company) (-) (Composite Truck Heavy) - Phoenixville 
    - Detachment 1 - Philadelphia
    - Detachment 2 - Fort Indiantown Gap

  -  128th Chemical Company - Philadelphia
  - 213th Personnel Company - Fort Indiantown Gap
- 28th Finance Battalion
  - Headquarters & Headquarters Detachment - Lebanon
  - 528th Finance Management Detachment - Lebanon
  - 628th Finance Management Detachment - Lebanon
  - 828th Finance Management Detachment - Lebanon
  - 928th Finance Management Detachment - Lebanon
- 1st Battalion, 109th Field Artillery Regiment (PALADIN) - Sotto il controllo operativo della 169th Field Artillery Brigade, Colorado Army National Guard. É prevista la sua disattivazione nel 2025[2]
  -  Headquarters & Headquarters Battery - Wilkes-Barre
  -  Battery A - Plymouth
  -  Battery B - Nanticoke
  -  Battery C - Wilkes-Barre
  -  2803rd Forward Support Company - Wilkes-Barre

### Eastern Army Aviation Training Site (EAATS) - Annville
Effettua corsi di addestramento per la qualifica di pilota e di istruttore per gli UH-60,  UH-72A e CH-47.

### 166th Regiment, Regional Training Institute
- 1st Battalion
- 3rd Battalion
- 4th Battalion